# Distrikt Rázuri
Der Distrikt Rázuri liegt in der Provinz Ascope in der Region La Libertad in Nordwest-Peru. Der 317,09 km² große Distrikt hatte beim Zensus 2017 8664 Einwohner. Im Jahr 1993 lag die Einwohnerzahl bei 8045, im Jahr 2007 bei 8330. Verwaltungssitz ist die 8 m hoch gelegene Stadt Puerto Malabrigo. Der Distrikt liegt im Küstentiefland nördlich des Río Chicama. Er besitzt eine etwa 27 km lange Küstenlinie am Pazifischen Ozean. Im Norden herrscht Wüstenvegetation. Im Südosten des Distrikts wird bewässerte Landwirtschaft betrieben. Die Nationalstraße 1N (Panamericana) führt von Trujillo und Paiján kommend durch den Osten des Distrikts nach Norden.

## Geographische Lage
Der Distrikt Rázuri liegt im Nordwesten der Provinz Ascope. Der Distrikt Rázuri grenzt im Norden an den Distrikt San Pedro de Lloc (Provinz Pacasmayo), im Osten an den Distrikt Casa Grande sowie im Süden an den Distrikt Magdalena de Cao.